# William Duddell
William Du Bois Duddell, född 1 juli 1872, död 4 november 1917, var en brittisk elektrotekniker och fysiker.
Duddel utbildade sig till ingenjör och praktiserade i Colchester, senare grundade han ett laboratorium i London. Som konstruktör var Duddel mycket framgångsrik. Bland de apparater han konstruerade märks en termogalvanometer, och en oscillograf, båda avsedda för undersökning av växelström. Under försök att bestämma motståndet i den elektriska ljusbågen upptäckte Duddel den så kallande sjungande ljusbågen, som var av stor betydelse för radioteknikens utveckling.